# Please Miniskirt Post Woman
Singles de S/mileage
Tachia Girl
(2011) Chotto Matte Kudasai!
(2012)
 Please Miniskirt Post Woman  (プリーズ ミニスカ ポストウーマン!) est le 8e single "major" (et 12e single au total) du groupe de J-pop S/mileage, sorti en 2011.

## Présentation
Le single, écrit, composé et produit par Tsunku, sort le 28 décembre 2011 au Japon sur le label hachama, trois mois après le précédent single du groupe, Tachia Girl. Il atteint la 5e place du classement des ventes de l'oricon, et reste classé pendant trois semaines. Il sort aussi en quatre éditions limitées notées "A", "B", "C", et "D", avec des pochettes différentes, une chanson en "face B" différente, et pour les trois premières un DVD différent en supplément (la "D" n'a pas de DVD). Le single sort aussi au format "Single V" (DVD contenant le clip vidéo) deux semaines plus tard, le 11 janvier 2012, ainsi que dans une édition limitée "Event V" (DVD) vendue lors de prestations du groupe.
La chanson en "face B" est une reprise de Te wo Nigitte Arukitai sortie en single en 2002 par Maki Gotō. Celle des éditions limitées "A", "B", et "C", est une nouvelle chanson, Konnichiwa Konbanwa, tandis que celle de l'édition limitée "D" est un nouveau remix des singles du groupe.
C'est le seul single de la brève formation à sept membres du groupe, sorti après le départ d'une des nouvelles membres arrivées en août précédent, et avant le départ de l'une des anciennes, Yūka Maeda, annoncé pour la fin du mois, trois jours après la sortie du disque. C'est le premier disque où les nouvelles membres sont considérées comme membres du groupe à part entière, et non comme des apprenties en formation comme elles l'étaient pour le précédent single où elles portaient un costume différent de celui des trois "anciennes" du groupe.
Comme pour les précédents singles, à cette occasion est produit en distribution limitée un coffret contenant les cinq versions différentes du single CD et un ticket d'entrée permettant aux acheteurs de rencontrer le groupe.
La chanson-titre ne figurera que sur la compilation S/mileage Best Album Kanzenban 1 qui sort cinq mois plus tard.

## Formation
Membres du groupe créditées sur le single :
- Ayaka Wada
- Yūka Maeda
- Kanon Fukuda
- Kana Nakanishi
- Akari Takeuchi
- Rina Katsuta
- Meimi Tamura

## Liste des titres
Single CD, édition régulière
1. Please Miniskirt Post Woman  (プリーズ ミニスカ ポストウーマン!?)
2. Te wo Nigitte Arukitai  (手を握って歩きたい?) (reprise de Te wo Nigitte Arukitai)
3. Please Miniskirt Post Woman (instrumental)  (プリーズ ミニスカ ポストウーマン!...?)

Single CD, éditions limitées "A", "B", et "C"
1. Please Miniskirt Post Woman  (プリーズ ミニスカ ポストウーマン!?)
2. Konnichiwa Konbanwa  (こんにちは こんばんは?)
3. Please Miniskirt Post Woman (instrumental)  (プリーズ ミニスカ ポストウーマン!...?)

DVD de l'édition limitée "A"
1. Please Miniskirt Post Woman (Dance Shot Ver. I)  (プリーズ ミニスカ ポストウーマン!...?)

DVD de l'édition limitée "B"
1. Please Miniskirt Post Woman (Warugaki Ver.)  (プリーズ ミニスカ ポストウーマン!) (悪ガキッ Ver.?)

DVD de l'édition limitée "C"
1. Please Miniskirt Post Woman (Dance Shot Ver. II)  (プリーズ ミニスカ ポストウーマン!...?)

Single CD, édition limitée "D"
1. Please Miniskirt Post Woman  (プリーズ ミニスカ ポストウーマン!?)
2. S/mileage Singles Gekiyaba Remix  (スマイレージシングルス 激ヤバリミックス?)
3. Please Miniskirt Post Woman (instrumental)  (プリーズ ミニスカ ポストウーマン!...?)

Single V (DVD)
1. Please Miniskirt Post Woman  (プリーズ ミニスカ ポストウーマン!?) (clip vidéo)
2. Please Miniskirt Post Woman (Close-up Ver.)  (プリーズ ミニスカ ポストウーマン!...?)
3. Making Eizō  (メイキング映像?) (making of)

Event V (DVD)
1. Please Miniskirt Postwoman! (Wada Ayaka Close-up Ver.)  (... 和田彩花 超 Close-up Ver.?)
2. Please Miniskirt Postwoman! (Maeda Yuuka Close-up Ver.)  (... 前田憂佳 Close-up Ver.?)
3. Please Miniskirt Postwoman! (Fukuda Kanon Close-up Ver.)  (... 福田花音 Close-up Ver.?)
4. Please Miniskirt Postwoman! (Nakanishi Kana Close-up Ver.)  (... 中西香奈 Close-up Ver.?)
5. Please Miniskirt Postwoman! (Takeuchi Akari Close-up Ver.)  (... 竹内朱莉 Close-up Ver.?)
6. Please Miniskirt Postwoman! (Katsuta Rina Close-up Ver.)  (... 勝田里奈 Close-up Ver.?)
7. Please Miniskirt Postwoman! (Tamura Meimi Close-up Ver.)  (... 田村芽実 Close-up Ver.?)